# Leonardus de Flisco
Leonardus de Flisco (einde dertiende eeuw - † 1331) was proost van Sint-Donaas en kanselier van Vlaanderen. Hij was een lid van de belangrijke Genuese familie Fieschi.

## Levensloop
Leonard werd proost in een woelige periode. Hij werd benoemd door paus Bonifatius VIII van wie hij de kapelaan was en die duidelijk sterk aan deze benoeming hield. Vooreerst duidde hij dat hij dit deed in opvolging van een zekere Johannes, zijnde Jan van Culant. Hij gaf meteen aan zijn beschermeling het recht om over tien prebenden te beschikken en ze uit te delen aan clerici, ook als die al elders een prebende bezaten. Hij kreeg ook toestemming om prebenden toe te kennen aan personen die geen priester waren, op voorwaarde dat ze zich binnen het jaar lieten wijden. Hij mocht ook nog eens vier clerici in dienst nemen en ze bezoldigen, zelfs als ze het ambt niet werkelijk uitoefenden. En omdat de paus wel enige twijfels had of men hierover in Brugge wel gelukkig zou zijn beval hij de aartsbisschop van Genua, de aartsdiaken van Reggio en de proost van Kamerijk toezicht te houden op het goede gevolg dat aan zijn bul werd gegeven. 
Graaf Gwijde van Dampierre weigerde deze benoeming te erkennen. Deze weigering was mede aanleiding voor de paus van Rome om over gans Vlaanderen het interdict uit te spreken.
Dit werd later duidelijk bijgelegd, want in 1304 was Leonard nog altijd proost. In 1304 werd hij aartsbisschop van Catania (Sicilië), wat zijn aftreden als proost in Sint-Donaas zal veroorzaakt hebben. 